# Діз (протока)

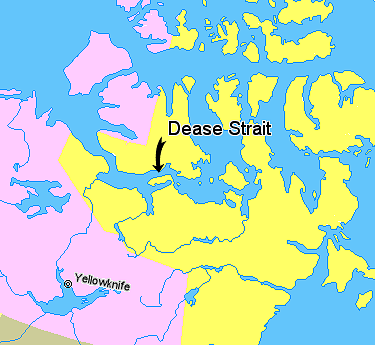
Протока Діз.
Нунавут
Північно-Західні території

68°49′59″ пн. ш. 107°30′0″ зх. д. / 68.83306° пн. ш. 107.50000° зх. д.
Діз (англ. Dease Strait) — протока, розташована між півостровом Кент і островом Вікторія, який є частиною території Нунавут. На сході протоки розташована затока Кембридж (12 км завширшки), на заході протока розширюється до близько 38 км та переходить у затоку Коронейшен. Загальна довжина протоки — близько 100 км.

## Ресурси Інтернету
- Photo, 2002, Dease Strait freezing over

| Канада | Це незавершена стаття з географії Канади. Ви можете допомогти проєкту, виправивши або дописавши її. |